# 후성유전체
후성유전체(後成遺傳體, 영어: epigenome)는 유전체(게놈) 상의 자체 조절이나, 노화 및 환경에 의해 변화하는 서열의 정보들의 총합을 말한다. 외유전체는 일반적인 멘델의 유전법칙에 의해 DNA를 염기서열을 통해서만 유전 정보가 다음 세대로 전달되는 것이 아닌 다른 방식으로 유전형질이 전달되는 인자들의 총합을 말한다. 세포핵 내의 히스톤 단백질과 관계된 메틸화와 아세틸화 등의 유전체 변형에 관여하는 모든 인자들도 외유전적 인자에 속한다. 가장 중요하고 방대하게 생산되는 외유전체 정보는 DNA 상에 결합하는 메틸기의 결합 정보이다. 사이토신의 분자에 메틸기(–CH3)가 유전자 조절 및 환경적인 이유로 결합을 하여 유전 정보의 조절이 일어난다.

## 같이 보기
- 후성유전학
- 유전체 (생명과학)